# 中特倫特河畔斯托克 (英國國會選區)
中特倫特河畔斯托克（英語：Stoke-on-Trent Central），英國國會一自治市選區，位於英格蘭斯塔福德郡北部，包括特倫特河畔斯托克中部六個地方選區。
本區自1950年創設以來一直支持工黨。2010年大選當區議員特里斯特拉姆·亨特以38.8%選票，繼承馬克·費希爾退休留下的議席。